# 埃尔舍
埃尔舍（法語：Ercheu，法語發音：[ɛʁʃø]）是法国上法蘭西大區索姆省的一个市镇，属于蒙迪迪耶区。

## 地理
埃尔舍（49°42'5"N, 2°56'28"E）面积14.15 平方千米，位于法国上法蘭西大區索姆省，该省份为法国北部沿海省份，北起加来海峡省和北部省，西接滨海塞纳省和大西洋英吉利海峡，南至瓦兹省，东临埃纳省。
与埃尔舍接壤的市镇（或旧市镇、城区）包括：博略莱方丹、弗雷图瓦堡、利贝尔蒙、奥尼奥勒、比韦尔希、克雷西-奥芒库尔、穆瓦延库尔、翁布勒。
埃尔舍的时区为UTC+01:00、UTC+02:00（夏令时）。

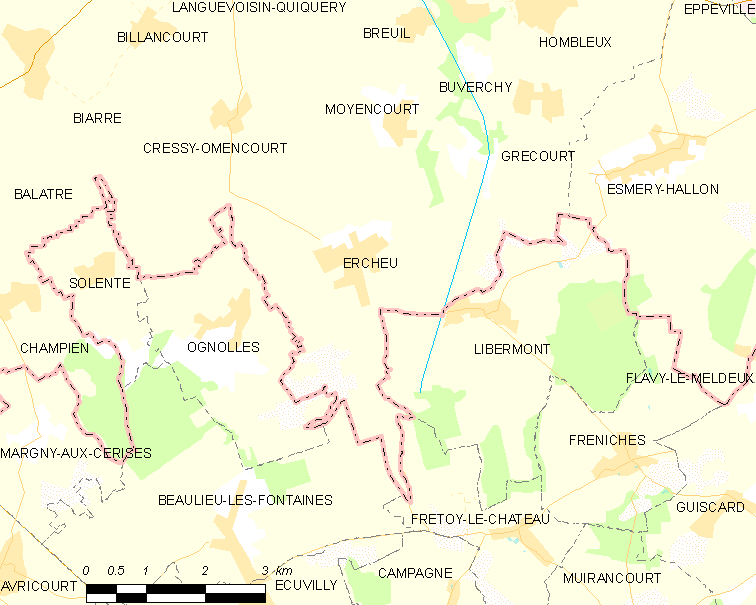
埃尔舍的OSM定位图

## 行政
埃尔舍的邮政编码为80400，INSEE市镇编码为80279。

## 政治
埃尔舍所属的省级选区为鲁瓦县。

## 人口

1962-2008年间埃尔舍人口变化图示

埃尔舍于2022年1月1日时的人口数量为754人。